# Dicaeum vulneratum
Dicaeum vulneratum е вид птица от семейство Dicaeidae.

## Разпространение
Видът е разпространен в Индонезия.